# Adlène Guedioura
Adlène Guedioura (La Roche-sur-Yon, 12 novembre 1985) è un allenatore di calcio ed ex calciatore francese naturalizzato algerino, di ruolo centrocampista, vice allenatore dell'Al-Arabi.

## Biografia
È figlio di Nacer Guedioura, ex attaccante algerino che ha anche militato in Nazionale. Sua madre, Soreira Pons, è spagnola ed era una giocatrice di basket.

## Carriera

### Club
Guedioura trascorse un lungo periodo nelle giovanili del Racing Club Paris. Dopodiché giocò per qualche anno in Francia in squadre minori, e nel frattempo conseguì una laurea in economia. Nel 2006 si unì all'L'Entente Sannois Saint-Gratien, club di terza divisione, e l'anno successivo militò invece nell'Union Sportive Créteil-Lusitanos, sempre in terza divisione. Nell'estate 2008 firmò un contratto biennale con i belgi del Kortrijk, neopromosso in Jupiler League. Vestì questa maglia per sola mezza stagione in quanto nel gennaio 2009 si trasferì al Charleroi sottoscrivendo un contratto di un anno e mezzo. Con le Zèbres ha esordito nella 21ª giornata della stagione 2008-2009 contro il Cercle Bruges (8 febbraio, 2-2). Nel gennaio 2010 è passato in prestito con diritto di riscatto al Wolverhampton Wanderers, club di Premier League. Con i Wolves ha esordito il 26 gennaio contro il Liverpool (0-0) e ha conquistato il posto da titolare. Ha segnato la prima rete (peraltro decisiva) il 9 maggio contro il Sunderland (2-1). Sempre nel mese di maggio è stata confermata la sua acquisizione a titolo definitivo e il calciatore si è legato al club con un contratto triennale.
Nel mercato di gennaio 2012 è stato girato in prestito al Nottingham Forest che, a fine stagione, ne ha confermato l'acquisto. Il 3 settembre 2013 viene acquistato dal Crystal Palace, firmando un contratto di tre anni.
Dopo essere passato al Middlesbrough Football Club, nel mercato di gennaio 2018 ritorna al Nottingham Forest Football Club.
Nell'agosto del 2019, si trasferisce all'Al-Gharafa Sports Club, società calcistica qatariota di Doha.
Nel settembre 2021, completa il suo passaggio, da svincolato, allo Sheffield United, club appena retrocesso nella seconda divisione inglese, la Championship.

### Nazionale
Nel maggio 2010 è stato inserito nella lista preliminare dei convocati dell'Algeria per il campionato del mondo 2010. Il 28 maggio dello stesso anno ha esordito in maglia nazionale (peraltro da titolare) in amichevole contro l'Irlanda a Dublino (vittoria irlandese per 3-0).

## Palmarès

### Nazionale
- Coppa d'Africa: 1

Egitto 2019